# Europese weg 46
De Europese weg 46 of E46 is een Europese weg die Cherbourg-en-Cotentin met Luik verbindt. Deze weg is 617 km lang. De weg passeert in Frankrijk de steden Bayeux, Caen, Rouen, Beauvais, Clermont, Compiègne, Soissons, Reims, Rethel, Charleville-Mézières en tot slot Sedan. Daarna takt de E46 af richting het noorden en eindigt ze in Luik in België. De weg volgt af en toe autosnelwegen, maar over grote stukken van het traject loopt deze E-weg over nationale of departementale wegen.

## Nationale wegnummers
| nummer    | tracé                                     |
| Frankrijk | Frankrijk                                 |
| --------- | ----------------------------------------- |
|           | Cherbourg-Octeville - Caen                |
|           | Ringweg Caen                              |
|           | Caen - Rouen                              |
| geen      | Ringweg Rouen                             |
|           | Rouen - Reims                             |
|           | Reims                                     |
|           | Reims                                     |
|           | Reims - Rethel                            |
|           | Rethel - Sedan                            |
|           | Sedan                                     |
|           | Sedan - België                            |
| België    |                                           |
|           | Frankrijk - Champlon (Tenneville)         |
|           | Champlon (Tenneville) - Marche-en-Famenne |
|           | Marche-en-Famenne - Sclessin / Ougrée     |
|           | Sclessin / Ougrée - Luik                  |

## In België
In België loopt de E46 uitsluitend over secundaire wegen. De weg komt België binnen ten zuiden van Bouillon en volgt daar de N89. Vervolgens passeert de E46 de steden Bertrix, Libramont en Saint-Hubert. Daarna volgt het traject even de N4 tot in Marche-en-Famenne, waarna verder de N63 gevolgd wordt naar Luik. Ter hoogte van de brug over de Maas in Ougrée (aan de overkant van Sclessin), vervolgt zij haar route over de N90 tot in het centrum van de stad.
Opmerkelijk: op het Belgisch gedeelte is er over het hele traject nooit een wegwijzer die 'E46' aangeeft omdat België de E-wegen linkt aan zijn autosnelweg-netwerk (A-wegen), en de E46 enkel over N-wegen loopt. De naam 'E46' is nagenoeg onbekend in België. Het nummer verschijnt sporadisch op de kilometerpalen.

## Begin en einde
Zij begint/eindigt in het centrum van Luik aan de Pont des Vennes en de Quai Mozart, vlak bij de Mediacité. In Cherbourg-en-Cotentin begint/eindigt de E46 op het Roint-point de la Pyrotechnie. De snelweg is vanaf dat punt tevens de E3 (tot even voorbij Carentan) en de N13 (tot aan de ring rond Caen).

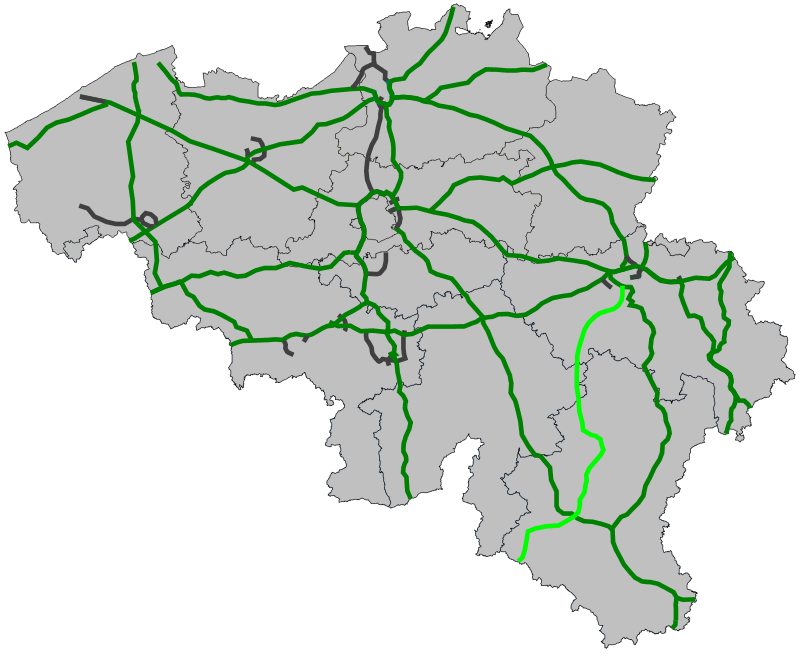
E46 in België